# EPrix de Pékin
Le ePrix de Pékin est une épreuve comptant pour le championnat du monde de Formule E. Elle a eu lieu pour la première fois le 13 septembre 2014 sur le circuit d'Olympic Green et pour la dernière fois le 24 octobre 2015.

## Historique
L'histoire retiendra que le tout premier ePrix de Formule E fut disputé à Pékin, le 13 septembre 2014. La course a été marquée par le spectaculaire accrochage entre Nicolas Prost et Nick Heidfeld dans le dernier virage du dernier tour, qui luttaient pour la victoire. Lucas di Grassi a profité de cette collision pour s'emparer de la tête et devenir ainsi le premier vainqueur de l'histoire du championnat de Formule E. En 2015, c'est Sébastien Buemi qui s'impose.
Le ePrix de Pékin fut couru à deux reprises, en 2014 et en 2015, deux fois en ouverture de championnat. À partir de 2016, il est remplacé par le ePrix de Hong Kong.

## Le circuit
Le ePrix de Pékin est disputé autour du Stade national de Pékin, surnommé le "Nid d'oiseau", sur le Circuit d'Olympic Green. Avec une longueur de 3,453 kilomètres, il s'agit du plus long circuit utilisé en Formule E. En 2015, la chicane du virage 3 est supprimée.

## Palmarès
| Année | Vainqueur       | Écurie         | Circuit                 | Résultats | Date              |
| ----- | --------------- | -------------- | ----------------------- | --------- | ----------------- |
| 2014  | Lucas di Grassi | Audi Sport ABT | Circuit d'Olympic Green | Résumé    | 13 septembre 2014 |
| 2015  | Sébastien Buemi | Renault e.Dams | Circuit d'Olympic Green | Résumé    | 24 octobre 2015   |